# برایس دژان جونز
برایس دژان جونز (انگلیسی: Bryce Dejean-Jones; ۲۱ اوت ۱۹۹۲ – ۲۸ مهٔ ۲۰۱۶) بازیکن بسکتبال اهل ایالات متحده آمریکا بود.
از باشگاه‌هایی که در آن بازی کرده‌است می‌توان به نیو اورلینز پلیکانز اشاره کرد.